# Orchid (punkegyüttes)
Az Orchid amerikai hardcore punk (screamo)/powerviolence/grindcore együttes volt 1997 és 2002 között.

## Története
Jayson Green, Will Killingsworth és Brad Wallace a Hampshire College diákjai voltak. Jeff Salane pedig a Massachusetts állambeli Amherst városban tanult. Elhatározták, hogy megalapítják saját együttesüket. Az Orchid három stúdióalbumot, két válogatáslemezt és több EP-t, illetve split lemezt jelentetett meg. Pályafutásuk vége felé a zenekar tagjai több egyéb zenekarban is játszottak: Jayson Green, Geoff Garlock és Jeff Salane új együttest alapítottak, Panthers néven. Will Killingsworth a "Bucket Full of Teeth" nevű zenekarban játszott. Killingsworth továbbá saját lemezkiadót is üzemeltet, Clean Plate Records néven. Lemezeiket a Clean Plate Records, illetve Ebbulition Records kiadók jelentetik meg. Az Orchid 2002-ben feloszlott. Az együttes a screamo/hardcore punk műfajok úttörőjének számít.

## Tagok
- Jayson Green - ének, billentyűk, ütős hangszerek (1997-2002)
- Will Killingsworth - gitár, billentyűk (1997-2002)
- Jeffrey Salane - dob, ütős hangszerek (1997-2002)
- Geoff Garlock - basszusgitár (1999-2002)

## Korábbi tagok
- Brad Wallace - basszusgitár (1997-1999)

## Diszkográfia
- Chaos is Me (1999)
- Dance Tonight! Revolution Tomorrow! (2000)
- Gatefold (2002)

## Egyéb kiadványok
- Dance Tonight! Revolution Tomorrow! + Chaos is Me (válogatás, 2002)
- Totality (válogatás, 2005)